# Festuca argentina
Festuca argentina es una especie herbácea de la familia de las gramíneas, conocida por su nombre vulgar coirón huecú. 

## Características
Es una planta cespitosa  que forma grandes matas de hasta un metro de altura, y perenne, con un período de crecimiento muy amplio.
No sirve como forraje ya que produce en el ganado una afección de tipo nervioso conocida como la enfermedad del huecú o huaicú. Dado que los animales no la consumen su ciclo reproductivo no se ve interrumpido y puede extenderse rápidamente entre las demás especies que son elegidas como alimento, principalmente en zonas donde se realiza sobrepastoreo. 

## Hábitat
Generalmente se encuentra entre 0 a 700 m s. n. m., sobre suelos duros en las laderas de las montañas y en la estepa junto al coirón blanco y el coirón amargo. Por su aspecto sobresale entre los demás coirones 

## Distribución
Se distribuye en Argentina en las provincias de Mendoza, Neuquén, Chubut, Río Negro y Santa Cruz y en Chile, en la región XI.